# Venoni
Venoni o Vennoni (en llatí Venonius o Vennonius) va ser un historiador romà.
Ciceró el situa després de Fanni en la seva enumeració d'historiadors romans. També el menciona Dionís d'Halicarnàs. Apareix tanmateix a Origo Gentis Romanae, obra erròniament atribuïda a Sext Aureli Víctor. Ni l'època en què va viure, ni la seva biografia ni les seves obres són coneguts, però Ciceró explica que va compondre en llatí i que la seva obra era similar a la d'altres antics annalistes (autors d'annals).